# 광주석산고등학교
광주석산고등학교(光州石山高等學校)는 대한민국 광주광역시 남구 백운동에 위치한 사립 고등학교이다.

## 학교 연혁
- 1970년 2월 5일 : 학교법인 석산학원 초대 이사장 손성규 선생 추대
- 1970년 7월 2일 : 학교법인 석산학원 설립인가
- 1970년 11월 20일 : 초대 교장 손영환 선생 취임
- 1970년 12월 30일 : 광주석산고등학교 설립인가
- 1971년 3월 6일 : 개교 및 제1회 입학식
- 1974년 1월 10일 : 제1회 졸업식 (369명 졸업)
- 2003년 2월 20일 : 다목적 강당 신축
- 2004년 10월 29일 : 제5대 이사장 손용선 선생 취임
- 2005년 1월 31일 : 신 교사 준공 (24실)
- 2008년 8월 8일 : 인재관 (기숙사) 준공
- 2009년 12월 23일 : 인조 잔디운동장 준공
- 2016년 5월 24일 : 온누리관 개관
- 2023년 3월 1일 : 제13대 교장 김희균 선생 취임
- 2025년 1월 9일 : 제52회 졸업식 (졸업생 203명) 총 졸업생수 21,661명
- 2025년 3월 4일 : 제55회 입학식 (입학생 198명)

## 참고 자료
- 광주석산고등학교 - 한국교육학술정보원 학교알리미